# Міжнародний аеропорт Інчхон

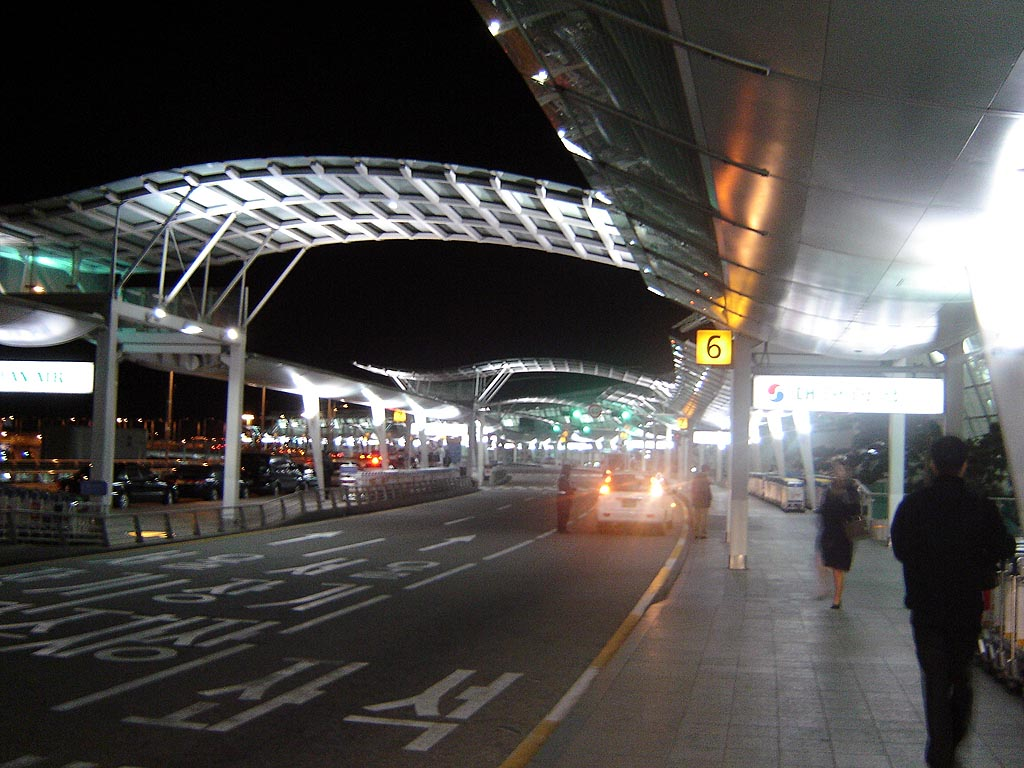
Під'їзд до аеропорту

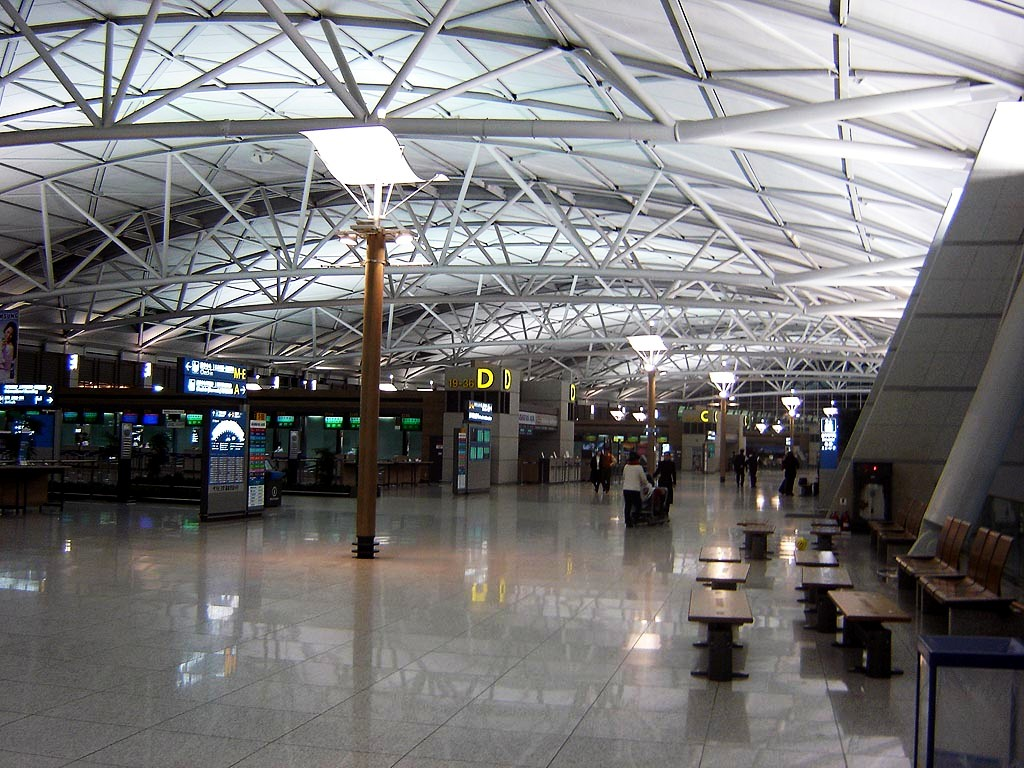
Зона відправлення Міжнародного аеропорту Інчхон

Міжнародний аеропорт Інчхон (кор. 인천 국제 공항) (IATA: ICN, ICAO: RKSI) — розташований за 70 кілометрів від столиці Південної Кореї міста Сеул, найбільший авіаційний вузол країни і один з найбільших аеропортів світу за показниками обсягу міжнародних авіаперевезень та кількості операцій злетів та посадок повітряних суден.
Аеропорт відкрився на початку 2001 року й узяв на себе більшість міжнародних рейсів Міжнародного аеропорту Кімпхо, який останнім часом обслуговує авіаперевезення на внутрішніх напрямках та чартерні рейси в Токіо (Ханеда), Шанхай (Хунцяо) та Осаку (Кансай). Міжнародний аеропорт Інчхон є базовим аеропортом та головним хабом для національних авіакомпаній Korean Air і Asiana Airlines.
Щорічно з 2005 року Інчхонський аеропорт визнається найкращим у світі за версією Міжнародної ради аеропортів та щороку, поряд з Міжнародним аеропортом Гонконгу й Міжнародним аеропортом Сінгапуру Чангі, отримує найвищий рейтинг «П'ять зірок» за версією британської дослідницької компанії Skytrax. 2009 року аеропорт Інчхон уперше зайняв лідируюче місце в рейтингу Skytrax, у 2021 - четверте місце.
Станом на початок 2007 року Міжнародний аеропорт Інчхон посів восьме місце серед найзавантаженіших аеропортів Азії за показником загального обсягу пасажирських перевезень, п'яте місце в світі за вантажообігом та одинадцяте місце серед найзавантаженіших аеропортів світу за обсягом міжнародних пасажирських перевезень.
Будівля аеропорту має ексклюзивну інфраструктуру зручностей з майданчиками для гольфу, кімнатами масажу, спальними кімнатами, казино та зимовими садами. З центром Сеула аеропорт з'еднує швидкісна залізнична лінія AREX.

## Термінали

### Головний термінал
Будівля головного пасажирського терміналу Міжнародного аеропорту Інчхон займає площу в 496 тисяч квадратних метрів, що робить його найбільшим терміналом серед аеропортів країни і та восьмим серед усіх аеропортів світу після терміналу Терміналу 3 Міжнародного аеропорту Дубай, Терміналу 3 Міжнародного аеропорту Пекін Столичний, Терміналу 1 Міжнародного аеропорту Гонконг, Міжнародного аеропорту Суварнабхумі, Терміналу 1 Міжнародного аеропорту Мехіко, Терміналу 1 Міжнародного аеропорту Барселони та Терміналу 1 Міжнародного аеропорту Дубай. Будівля головного терміналу має 1060 метрів завдовжки, 149 метрів завширшки та 33 метри заввишки. Сумарна вартість будівництва терміналу склала 1,3816 трлн південнокорейських вон.
Головний термінал містить 44 виходи на посадку (всі гейти можуть обслуговувати двоповерховий Airbus A380), 50 стійок індивідуальних перевірок безпеки, дві зони біологічного контролю та карантину, 6 стаціонарних та 14 мобільних карантинних лічильників, 120 стійок паспортного контролю та 8 зон безпеки, 28 зон безпеки для перевірки пасажирів перед відправленням, 252 стійки реєстрації та 120 стійок паспортного контролю пасажирів. Після завершення другого етапу генерального плану аеропорту головний термінал з'єднаний із залом відправлення пасажирів (конкорсом) за допомогою двох паралельних підземних переходів завдовжки 870 метрів, які оснащені системою автоматичного транзиту пасажирів.

### Конкорс
Пасажирський конкорс A був введений в експлуатацію у травні 2008 року та призначений для обслуговування рейсів усіх закордонних авіакомпаній (фактично з 10 червня 2008 року).

### Термінал 2
18 січня 2018 року відбулося відкриття 2 терміналу аеропорту Інчхон. Він почав обслуговувати наступні авіакомпанії з альянсу SkyTeam: Korean Air, Delta Air Lines, KLM, Air France. З 28 жовтня 2018 року, почав обслуговувати 7 авіакомпаній з альянсу SkyTeam: Аерофлот, Aeroméxico, Alitalia (збанкрутіла в жовтні 2021 року), China Airlines, Czech Airlines, Garuda Indonesia, Xiamen Airlines. Решта членів SkyTeam, таких як Vietnam Airlines, China Eastern Airlines і Shanghai Airlines, будуть переміщені в термінал 2 після завершення будівельних робіт фази 4. 

## Дивись також
- Маглев аеропорту Інчхон